# Passage Dubuffet
Le passage Dubuffet est une voie privée située dans le quartier de Bercy du 12e arrondissement de Paris.

## Situation et accès
Le passage Dubuffet est accessible par la ligne de métro 14 à la station Cour Saint-Émilion.

## Origine du nom
Elle tient son nom du peintre et sculpteur Jean Dubuffet (1901-1985), qui fit également une carrière de négociant de vin.

## Historique
La voie est créée dans le cadre de l'aménagement de la ZAC de Bercy et prend sa dénomination actuelle par arrêté municipal du 7 janvier 1997.

## Bâtiments remarquables et lieux de mémoire
- La rue est une voie importante de Bercy Village où se trouvent de nombreux commerces et restaurants. Le lieu est classé aux monuments historiques.